# Könnern
Könnern (autrefois : Cönnern) est une ville de l'arrondissement du Salzland dans le Land de Saxe-Anhalt, en Allemagne.

## Géographie
La ville se situe dans les paysages lœssiques d'Allemagne centrale, sur la route de Bernbourg à Halle, à l'est de la rivière Saale.
La gare de Könnern est desservie par les trains Regional-Express entre Halle-sur-Saale et Halberstadt et par les trains Regionalbahn à Bernbourg. La commune se trouve à proximité immédiate du tronçon de l'autoroute 14 qui dessert les villes de Halle et de Leipzig.
Könnern est une des bases de production de sucre de l'entreprise Pfeifer & Langen.

### Quartiers
En plus du centre-ville de Könnern, le territoire communal comprend 10 localités :
| - Beesenlaublingen - Belleben - Cörmigk - Edlau - Gerlebogk | - Golbitz - Lebendorf - Strenznaundorf - Wiendorf - Zickeritz |

## Histoire

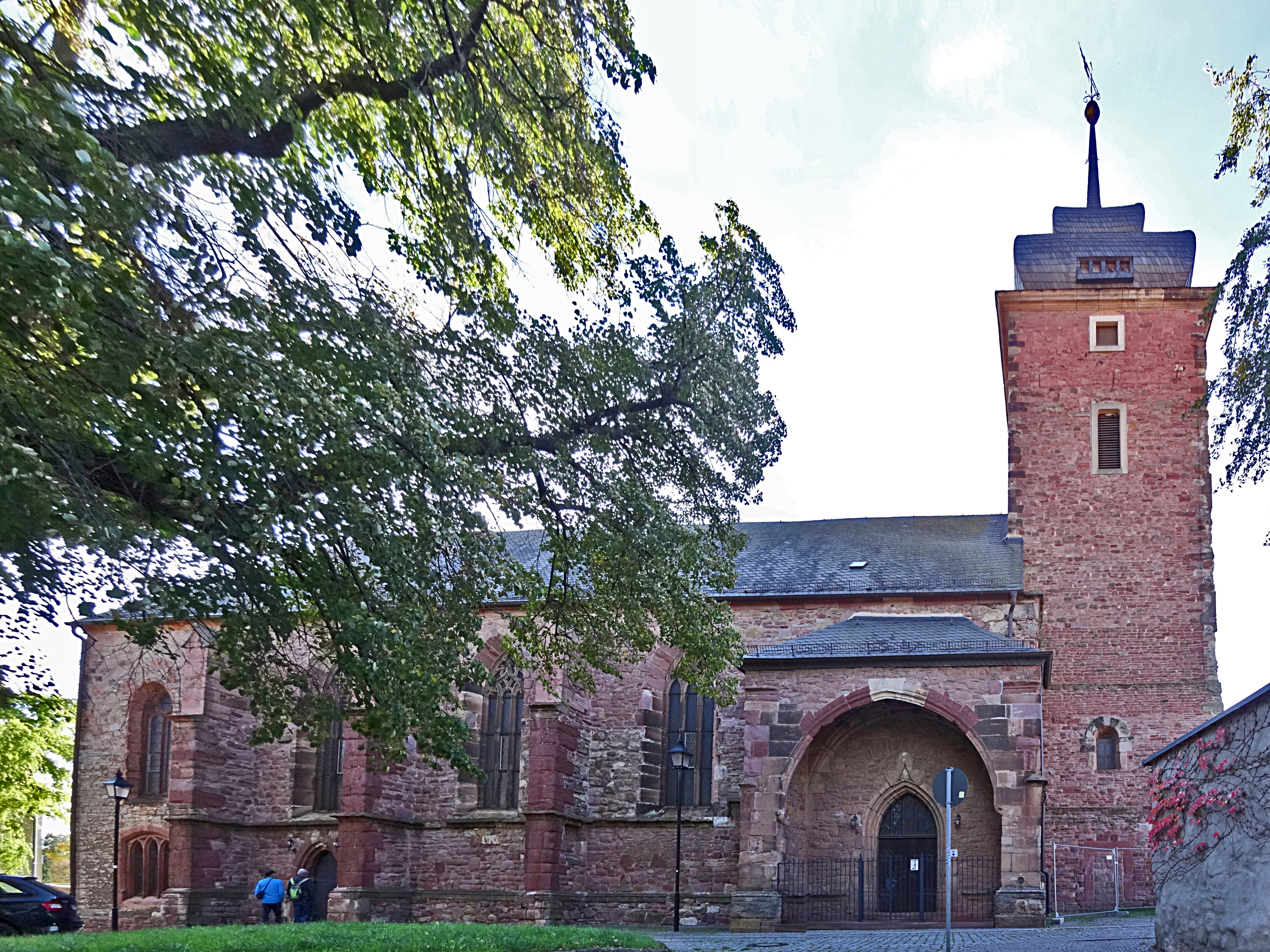
L'église Saint-Venceslas.

Le lieu de Conire, situé initialement dans la marche de l'Est saxonne, fut mentionné pour la première fois en 1012 dans un acte de l'évêque Dithmar de Mersebourg. Pendant des siècles, la ville de Cönnern appartenait à l'archevêché puis au duché de Magdebourg et était incorporée dans le district méridional de la Saale (Saalkreis). 
Pour une courte période darant les guerres napoléoniennes, de 1807 à 1813, elle faisait partie du royaume de Westphalie, incorporée dans le département de la Saale. Par résolution du congrès de Vienne en 1815, la région fut rattachée au district de Mersebourg au sein de la Saxe prussienne.

## Personnalités liées à la ville
- Busso von Wedell (1804-1874), président de district né à Piesdorf ;
- René Reinicke (1860-1926), peintre né à Strenznaundorf ;
- Gustav Hartz (1884-1950), homme politique né à Könnern ;
- Erich Herker (1905-1990), joueur de hockey sur glace né à Belleben ;
- Friedrich-Wilhelm Henning (1931-2008), historien né à Trebitz ;
- Wolfgang Röken (né en 1943), homme politique né à Könnern.
- Gerda Gabriel (1956-),chanteuse allemande y est née.